# Eljiguidei (general de Guiuque Cã)
Eljiguidei (em mongol: ᠡᠯᠵᠢᠭᠲᠡᠢ ᠨᠣᠶᠠᠨ; m. 1251/52) foi um oficial mongol do século XIII. 

## Vida
Eljiguidei nasceu em data desconhecida e sua origem tribal é igualmente desconhecida. Quiçá é o indivíduo nomeado pelo grão-cã Oguedai (r. 1229–1241) como comandante dos guardas. Após a eleição de Guiuque (r. 1246–1248) em 1246, recebeu o comando de uma força nova destinada a uma campanha na Ásia Ocidental e foi confiado com os assuntos o Rum, Geórgia, Alepo, Moçul e Armênia Cilícia de modo que mais ninguém podia intervir. É possível que tenha sido nomeado à posição para contrabalancear o poder de Batu (r. 1227–1255), cã do Canato da Horda Dourada, e suas forças originalmente pertenciam a Chormagum e Baiju. Em abril de 1248, quando chegou em Talas (Taraz), no Turquestão, Guiuque faleceu. Ao chegar no Coração, acampou na região de Badeguis, onde seu exército fez pesadas exigências aos locais. Em 1251, quando Mangu (r. 1251–1259) ascendeu como grão-cã, foi obrigado a fugir com medo de ser preso, pois era aderente dos partidários de Guiuque e, por sua vez, contrário àqueles que elegeram Mangu. No fim, foi pego por Batu e entregue a Mangu, que o executou no inverno de 1251/52. Tinha um filho, de nome Argasum, que igualmente foi executado.
Em maio de 1248, talvez no Coração, escreveu sua carta in finibus Persidis a parte Orientis que alcançou o rei Luís IX da França no Chipre em setembro e que buscava garantir que o rei conduzisse sua cruzada contra o Império Aiúbida e não contra os Estados muçulmanos na esfera de influência mongol. Ao mesmo tempo, demonstrou preocupação com o tratamento dos cristãos não latinos em território cruzado, uma vez que alegou ser cristão e que o grão-cã Guiuque tinha se batizado.